# Харьковская операция (декабрь 1919)
Харьковская операция (24 ноября — 12 декабря 1919) — наступательная операция Южного фронта (ком. А. И. Егоров, член РВС — И. В. Сталин) РККА против частей Русской армии (ком. А. И. Деникин) во время Гражданской войны в России.

## Предпосылки
Завершив Орловско-Кромскую и  Воронежско-Касторненскую операции, советские войска Южного фронта к 24 ноября вышли на рубеж севернее Сум, Борки, Обояни, Старого Оскола, Лиски, Боброва.
Командование Южного Фронта поставило задачу организовать преследование противника на харьковском направлении и разгромить его. Главный удар наносила 14-я армия с задачей овладеть районом Харькова. 13-я армия во взаимодействии с 1-й конной армией преследовать войска Деникина и овладеть Куприянском. 8-я армия должна была развивать наступление на Старобельск.

## Силы

### РККА
- Всего сил: 58 000 штыков, 13 000 сабель, 455 орудий, 1661 пулемет.

### Белая армия
- Всего сил: 47 000 штыков, 23 000 сабель, 297 орудий, 1100 пулеметов.

## Ход операции
25 ноября 1-я Конная армия Будённого захватила Новый Оскол. 28 ноября 14-я армия овладела Сумами. 3 декабря корпус Мамонтова нанес контрудар сначала на стыке 13-й и 8-й армий, а затем во фланг 1-й Конной армии. В упорных боях 1-я Конная армия во взаимодействии с частями 13-й армии остановила продвижение противника на север и нанесла ему тяжёлое поражение в районе Бирюча и Нового Оскола. Преследуя разбитые войска белых, 13-я армия 8 декабря заняла Волчанск, а части 1-й Конной армии 9 декабря — Валуйки. 4 декабря 14-я армия овладела Ахтыркой, 6 декабря — Краснокутском, 7 декабря — Белгородом. 4 декабря 8-я армия захватила Павловск. Советское командование приняло решение окружить харьковскую группировку противника силами 14-й армии из района Ахтырки в юго-восточном направлении, 13-й армии из района Волчанска в юго-западном направлении, а 1-й Конной армии была поставлена задача ударом от Валуек на Купянск создать угрозу глубокого обхода с юго-востока, преодолевая упорное сопротивление противника. 14-я армия 9 декабря заняла Валки, 11 декабря — Мерефу, отрезав противнику пути отхода на юг. Попытка деникинцев нанести контрудар из района Константинограда была парализована действиями партизан. В ночь на 12 декабря Латышская и 8-я кавалерийская дивизии вступили в предместье Харькова, а днём окруженные в городе белогвардейские войска капитулировали.

## Последствия
Успешное проведение операции позволило войскам Южного фронта перейти в наступление на Донбасс, разъединить Добровольческую и Донскую армии и создать угрозу их тылам.